# Difféomorphisme
En mathématiques, un difféomorphisme est un isomorphisme dans la catégorie usuelle des variétés différentielles : c'est une bijection différentiable d'une variété dans une autre, dont la bijection réciproque est aussi différentiable.

Image d'une grille à maille carrée par un difféomorphisme du carré dans lui-même.

## Difféomorphisme entre ouverts de ℝn
Soient :
- E et F deux espaces vectoriels normés réels de dimension finie ;
- U un ouvert de E, V un ouvert de F ;
- f une application de U dans V.

On dit que f est un difféomorphisme si les trois propriétés suivantes sont vérifiées :
1. f est bijective ;
2. f est différentiable sur U ;
3. sa réciproque est différentiable sur V.

S'il existe un tel f (avec U et V non vides), alors E et F sont isomorphes, donc de même dimension.
On peut remarquer que les hypothèses sont légèrement redondantes. En effet, d'après le théorème de l'invariance du domaine, si U est un ouvert non vide de ℝn et f : U → ℝm une injection continue, et si m ≤ n, alors m = n, f(U) est ouvert, et f est un homéomorphisme entre U et f(U).
Pour 1 ≤ k ≤ ∞, un Ck-difféomorphisme est une fonction de classe Ck, bijective, et dont la réciproque est également de classe Ck.

## Difféomorphisme entre variétés
De même qu'entre ouverts de ℝn,
- un difféomorphisme entre deux variétés est une bijection bi-différentiable,
- un Ck-difféomorphisme est un difféomorphisme qui est de classe Ck ainsi que son inverse,
- deux variétés difféomorphes ont nécessairement même dimension.

## Difféomorphisme local

### Définition
Un difféomorphisme local (en) est une application f : M → N d'une variété dans une autre telle que pour tout point m de M, il existe un voisinage ouvert U de m dans M tel que f(U) soit ouvert dans N et que la restriction de f, de U sur f(U), soit un difféomorphisme.

### Caractérisation
Si f : M → N est un difféomorphisme local alors, pour tout point m de M, l'application linéaire Tmf : TmM → Tf(m)N (différentielle de f au point m) est un isomorphisme (ceci implique que M et N ont même dimension, et revient alors, en coordonnées locales, à dire que le jacobien de f en m est non nul, ou encore, que les parties linéaires des approximations affines des différentes composantes de f sont linéairement indépendantes). D'après le théorème d'inversion locale, la réciproque est vraie dès que f est de classe C1.

### Passage du local au global
Un difféomorphisme local est un difféomorphisme (global) si et seulement s'il est bijectif. Dans le cas des fonctions numériques entre intervalles, le théorème de la bijection assure que tout Ck-difféomorphisme local d'un intervalle réel sur un autre est un Ck-difféomorphisme (global). Ce résultat élémentaire se généralise aux dimensions supérieures et aux variétés sous la forme suivante :
Théorème — Si la variété M est connexe et si la variété N est connexe et simplement connexe, alors tout difféomorphisme local propre f : M → N est un difféomorphisme.
En effet, tout difféomorphisme local est une application ouverte et toute application continue et propre d'une variété dans une autre est fermée. Par connexité de N, ces deux propriétés assurent que f est un revêtement,. Par simple connexité de N, ce revêtement est trivialisable donc par connexité de M, f est un difféomorphisme.
L'hypothèse de simple connexité est cruciale. Par exemple, l'application z ↦ z2, de C* dans lui-même, est un C∞-difféomorphisme local (son jacobien en z est égal à 4|z|2 donc n'est jamais nul) mais n'est pas injective (c'est un 2-revêtement).
Le cas particulier M = N = ℝn, et une généralisation aux espaces de Banach, sont connus sous le nom de théorème de Hadamard-Lévy.

## Exemples
- Tous les intervalles réels ouverts non vides sont difféomorphes[7].
- L'application x ↦ x3, de classe C∞, est un homéomorphisme de ℝ dans ℝ mais pas un difféomorphisme, car sa dérivée en 0 est nulle[8].

- Posons {\displaystyle f(x,y)=(x^{2}+y^{3},x^{2}-y^{3})}. La matrice jacobienne de {\displaystyle f} en tout point {\displaystyle (x,y)} est :{\displaystyle J_{f}(x,y)={\begin{pmatrix}2x&3y^{2}\\2x&-3y^{2}\end{pmatrix}}}.

Le déterminant de cette matrice est nul si et seulement si {\displaystyle x} ou {\displaystyle y} est nul. Par conséquent, la restriction de {\displaystyle f} au plan privé de ces deux axes est un difféomorphisme local. Mais cette restriction n'est pas injective puisque {\displaystyle f(x,y)=f(-x,y)}, ni surjective puisque si {\displaystyle (u,v)=f(x,y)} alors {\displaystyle u+v>0}.
- {\displaystyle \Phi (x,y):=(x+y^{2},y),d\Phi ={\begin{bmatrix}1&2y\\0&1\end{bmatrix}},|d\Phi |=1}. Ici, {\displaystyle \Phi ^{-1}(x,y)=(x-y^{2},y)}.

## Groupe des difféomorphismes
Le groupe des difféomorphismes d'une variété M de classe Ck est le groupe des Ck-difféomorphismes de M dans M. On le note Diff k(M), ou Diff(M) quand k est implicite. Il est « gros », au sens où il n'est pas localement compact (sauf si M est de dimension 0).
Les composantes connexes de ce groupe sont les difféotopies de la variété (qui composent son mapping class group).

### Topologies
Le groupe des difféomorphismes a deux topologies naturelles, la « faible » et la « forte ».
La topologie faible sur le groupe des difféomorphismes est la « topologie compacte-ouverte » au sens de la convergence uniforme sur tout compact de la fonction et de ses dérivées jusqu'à l'ordre k. Elle est métrisable (par σ-compacité de M).
Le groupe des difféomorphismes, muni de sa topologie faible, est localement homéomorphe à l'espace des champs de vecteurs de classe Ck, via les applications exponentielles pour des métriques riemanniennes locales arbitraires. Si k est fini et si M est compacte, cet espace des champs de vecteurs est de Banach et le groupe des difféomorphismes est une variété de Banach. Si k = ∞ ou si la variété est seulement σ-compacte, l'espace des champs de vecteurs et le groupe des difféomorphismes sont seulement de Fréchet.
Lorsque la variété est compacte, la topologie forte sur le groupe des difféomorphismes coïncide avec la faible. Lorsqu'elle ne l'est pas, la forte rend compte du comportement « à l'infini » des fonctions et n'est plus métrisable, mais elle est encore de Baire.

### Exemples et sous-groupes
- Tout groupe de Lie G est naturellement inclus (par translation à gauche) dans son groupe des difféomorphismes, et Diff(G) est le produit semi-direct de ce sous-groupe par le sous-groupe Diff(G,e) des difféomorphismes qui fixent l'élément neutre e de G.
- L'espace euclidien est un groupe de Lie. Son groupe des difféomorphismes a deux composantes connexes : les difféomorphismes qui préservent l'orientation et ceux qui la renversent. En fait, le groupe général linéaire est un rétract fort par déformation de Diff(ℝn ,0) (donc aussi de Diff(ℝn)), par l'application qui à tout réel t de [0,1] et tout difféomorphisme f fixant 0 associe le difféomorphisme ft défini par : ft(x) = f(tx)/t si t est non nul et f0 = f'(0).
- Pour toute variété M, on a une extension de groupes 0 → Diff0(M) → Diff(M) → Σ(π0M), où π0M désigne l'ensemble des composantes connexes de M, Diff0(M) est le sous-groupe des difféomorphismes qui fixent globalement chacune, et Σ désigne le groupe symétrique. De plus, l'image de Diff(M) dans Σ(π0M) est le sous-groupe de toutes les permutations qui préservent les classes de difféomorphisme des composantes connexes.

### Transitivité
Pour une variété connexe M, le groupe des difféomorphismes agit transitivement sur M. Il agit même transitivement sur la variété des configurations CnM pour tout entier naturel n et, si la dimension de M est au moins 2, sur la variété des configurations FnM : l'action sur M est « multiplement transitive ».

### Prolongements
En 1926, Tibor Radó demanda si le prolongement harmonique de tout homéomorphisme (ou difféomorphisme) du cercle unité dans lui-même était un difféomorphisme du disque ouvert. Une preuve élégante fut fournie peu après par Hellmuth Kneser et une démonstration complètement différente fut découverte en 1945 par Gustave Choquet, qui ignorait apparemment que ce théorème était déjà connu.
Le groupe Diff+(S1) des difféomorphismes orientés du cercle (i.e. les f qui préservent l'orientation) est connexe par arcs, puisqu'ils se relèvent en les difféomorphismes orientés g de ℝ tels que g(x + 1) = g(x) + 1 et que ces derniers forment un ensemble convexe. Un chemin lisse de f à l'identité, constant au voisinage de 1, donne un autre moyen de prolonger f en un difféomorphisme du disque unité ouvert (c'est un cas particulier de l'astuce d'Alexander (en)). De plus, le groupe des difféomorphismes du cercle a le type d'homotopie du groupe orthogonal O2.
Le problème de prolongement correspondant pour l'hypersphère Sn−1 a été très étudié dans les années 1950 et 1960, notamment par René Thom, John Milnor et Stephen Smale. Une obstruction est le groupe abélien fini Γn, le « groupe des sphères tordues », défini comme le quotient de π0Diff+(Sn−1) — le groupe abélien des composantes connexes du groupe des difféomorphismes orientés — par le sous-groupe des composantes contenant des restrictions de difféomorphismes de la boule Bn.

### Connexité
Le mapping class group π0Diff+(M) d'une variété orientable M est généralement non trivial. Si M est une surface, ce groupe est de présentation finie, engendré par les twists de Dehn (en). Max Dehn et Jakob Nielsen ont prouvé qu'il s'identifiait au groupe des automorphismes extérieurs du groupe fondamental de la surface.
William Thurston a raffiné cette analyse en classifiant les éléments du mapping class group (en) en trois types : ceux équivalents à un difféomorphisme périodique, ceux équivalents à un difféomorphisme laissant invariante une courbe fermée simple, et ceux équivalents à un difféomorphisme pseudo-Anosov (en). Dans le cas du tore S1×S1 = ℝ2/ℤ2, le mapping class group est simplement le groupe modulaire SL(2, ℤ) et la classification se ramène à celle des transformations de Möbius elliptiques, paraboliques et loxodromiques. Thurston réalisa cette classification en remarquant que le mapping class group agissait naturellement sur une compactification de l'espace de Teichmüller ; sur cet espace ainsi agrandi, homéomorphe à une boule fermée, le théorème du point fixe de Brouwer pouvait s'appliquer.
Smale conjectura que pour une variété M lisse, orientable, compacte et sans bord, π0Diff+(M) est un groupe simple. Michaël Herman démontra le cas particulier d'un produit de cercles et Thurston le cas général.

### Types d'homotopie
- Le groupe des difféomorphismes de S2 a le type d'homotopie du sous-groupe O3[13].
- Celui du tore a le type d'homotopie de son sous-groupe d'automorphismes linéaires : (S1)2×GL2(ℤ).
- Celui d'une surface orientable de genre g > 1 a le type d'homotopie de son mapping class group, c'est-à-dire que les composantes connexes sont contractiles.
- Le type d'homotopie des groupes des difféomorphismes de 3-variétés est assez bien compris grâce aux travaux d'Ivanov, Hatcher, Gabai et Rubinstein bien que quelques cas restent ouverts, en particulier parmi les 3-variétés sphériques (en), c'est-à-dire dont le groupe fondamental est fini.
- En dimensions supérieures, on sait peu de choses. Par exemple, on ne sait pas si Diff(S4) a plus de deux composantes ; mais d'après les travaux de Milnor, Kahn et Antonelli, pour n supérieur ou égal à 7, Diff(Sn) n'a pas le type d'homotopie d'un CW-complexe fini.

## Homéomorphisme et difféomorphisme
Il est facile (voir section « Exemples » ci-dessus) d'exhiber un homéomorphisme lisse qui n'est pas un difféomorphisme, mais plus difficile de trouver des variétés lisses qui sont homéomorphes sans être difféomorphes. Il en existe seulement en dimension supérieure ou égale à 4.
Le premier exemple fut la sphère exotique de Milnor, variété de dimension 7, homéomorphe mais non difféomorphe à la 7-sphère standard. Il existe en fait (à difféomorphisme orienté près) 28 variétés homéomorphes à la 7-sphère (chacune est l'espace total d'un fibré en 3-sphères sur la 4-sphère).
Le cas des variétés de dimension 4 (en) est encore plus pathologique. C'est au début des années 1980, en combinant des résultats de Simon Donaldson et Michael Freedman, que furent découverts les ℝ4 exotiques (en) : il existe une famille non dénombrable d'ouverts de ℝ4, tous homéomorphes à ℝ4 mais deux à deux non difféomorphes, et il existe aussi une famille non dénombrable de variétés homéomorphes à ℝ4, deux à deux non difféomorphes, dont aucune n'est difféomorphe à un ouvert de ℝ4.